# Введенье (Тверская область)
Введенье — село в Молоковском районе Тверской области. Относится к Обросовскому сельскому поселению.

## География
Село расположено в 25 км на запад от районного центра пгт Молоково.

## История
В 1823 году в селе была построена каменная Успенская церковь с 3 престолами. 
В конце XIX — начале XX века село входило в состав Поречской волости Бежецкого уезда Тверской губернии. 
С 1929 года село являлось центром Введенского сельсовета Молоковского района Бежецкого округа Московской области, с 1935 года — в составе Калининской области, с 2005 года — в составе Ахматовского сельского поселения, с 2015 года — в составе Обросовского сельского поселения.

## Население
| 1859 | 1897 | 2008 | 2010 |
| ---- | ---- | ---- | ---- |
| 485  | ↗605 | ↘83  | ↘71  |

## Достопримечательности
В селе расположена недействующая Церковь Успения Пресвятой Богородицы (1823).